# 2034年冬季奧林匹克運動會
第二十七屆冬季奧林匹克運動會（英語：XXXVII Olympic Winter Games）是一場未來將舉辦的冬季奧運會。舉辦城市原計劃于2023年在印度孟買举行的國際奧林匹克委员會第141次全體會議決定，但因氣候變化延後，2024年7月24日，法国巴黎举行的國際奧林匹克委员會第142次全體會議正式決定由美國猶他州鹽湖城舉辦。
本届冬季奥林匹克运动会也是盐湖城自举办2002年冬季奥林匹克运动会以后，暌违32年再次举办冬季奥林匹克运动会。

## 申辦過程
| 鹽湖城 | 美国 | 83 | 6 | 6 |